# Девчонки из универмага
Девчонки из универмага (пол. Galerianki) — польский фильм, режиссёрский дебют Катажины Росланец, также она же написала сценарий. В главных ролях снялись: Анна Карчмарчик, Дагмара Красовская, Доминика Гвит и Магдалена Циужиньская. Премьера состоялась 25 сентября 2009 года. Съёмочный период начался 10 июня 2008 года. За 52 дня выручка от показа в польских кинотеатрах составила более девяти миллионов злотых. Также на русском языке встречается название фильма как Галерьянки.

## Сюжет
Фильм рассказывает о проблеме проституции среди молодых девушек. Учащиеся гимназии посещают торговые центры, где предлагают прохожим секс в обмен на покупку одежды.

## В ролях
| Актёр                 | Роль   |
| --------------------- | ------ |
| Анна Карчмарчик       | Алиса  |
| Дагмара Красовская    | Милена |
| Доминика Гвит         | Кая    |
| Магдалена Циужиньская | Юлиа   |

## Награды
Катажина Росланец на кинофестивале в Гдыни в 2009 году за фильм получила индивидуальную награду «Режиссёрский дебют».